# ORVA
ORVA (afkorting: Omroep voor Reinier van Arkel) is een zieken- en seniorenomroep voor de (psychiatrische) ziekenhuizen in 's-Hertogenbosch, Boxtel en Vught en verzorgt het programma "Senior" voor de lokale omroepen Avulo FM (Vught) en Lokaal7 FM (Sint-Michielsgestel).
De ORVA verzorgt radioprogramma's vanuit de studio in het Jeroen Bosch ziekenhuis en de eigen studio in 's-Hertogenbosch. 

## Geschiedenis
De ORVA begon in 1959 met zijn eerste radioprogramma in het psychiatrisch ziekenhuis Reinier van Arkel in 's-Hertogenbosch, later werden deze uitzendingen ook uitgezonden in het psychiatrisch ziekenhuis Voorburg in Vught.
In mei 1965 start het Groot Ziekengasthuis in 's-Hertogenbosch de Bossche Ziekenomroep. In 1970 ontstaat er een fusie tussen de Bossche Ziekenomroep en de omroep voor Reinier van Arkel. Op deze fusie werd aangedrongen door het bestuur van de Godshuizen.
De ORVA Media is een radio-omroep voor zieken en senioren in ’s-Hertogenbosch en omstreken.
Opgericht in 1959 in Reinier van Arkel, voormalig Psychiatrisch Ziekenhuis, gelegen aan de Hinthamerstraat in 's-Hertogenbosch. ORVA Media heeft zich later als ORVA in het Groot Zieken Gasthuis (GZG), het tegenwoordige Jeroen Bosch ziekenhuis (JBZ) gevestigd. De naam ORVA betekent: Omroep Reinier Van Arkel en deze naam wordt nog steeds gebruikt voor de huidige omroep.

## Doelstelling
Doelstelling van ORVA Media is hierbij het op een verantwoorde manier maken van radioprogramma's en kabelkrant voor het JBZ en de verschillende tehuizen in 's-Hertogenbosch en haar regio. Sinds enkele jaren is er een samenwerking ontstaan tussen ORVA Media en diverse regionale omroepen.
ORVA Media bestaat uit zo'n 65 vrijwilligers. Een groot aantal van hen verzorgt muziek en/of informatieve programma's vanuit de studio in het JBZ, de eigen Studio en op locatie. Er worden meezingmiddagen georganiseerd in de verschillende woonzorgcentra en verpleeghuizen, evenals live-optredens met medewerking van Bossche en Brabantse artiesten.
De 21e eeuw is een beeldcultuur. ORVA Media wil zich daarom ook meer op beeld richten. De seniorenomroep heeft zelf gelden ingezameld voor de inrichting van een mobiele studio, waarvandaan de uitzendingen vanuit het JBZ Ziekenhuis verzorgd worden. Met de geschonken professionele filmapparatuur kan de ORVA voortaan bijeenkomsten visueel verslaan ten behoeve van JBZ-tv en andere kanalen. Deze uitzendingen zullen zeker ook een verrijking zijn van de huidige kabelkrant, die nu al door de gebruikers bijzonder wordt gewaardeerd.